# خویان-پیتسکی
خویان-پیتسکی (به لهستانی:  Chojane-Piecki) یک روستا در لهستان است که در گمینا کولشه کوشچیلنه واقع شده‌است. خویان-پیتسکی ۶۰ نفر جمعیت دارد.